# Ana Hyde
Ana Hyde (Windsor, 12 de março de 1637 – Londres, 31 de março de 1671) foi a Duquesa de Iorque e Albany como a primeira esposa do futuro rei Jaime II & VII. Filha de pai advogado, era originalmente uma anglicana. Ela se casou com Jaime em 1660 depois de engravidar, porém afirma-se que ele havia prometido se casar com ela um ano antes. Os dois se conheceram pela primeira vez nos Países Baixos enquanto Ana era criada de Ana, Princesa Real e irmã do duque. O casal teve oito filhos, porém seis morreram ainda crianças. As duas que sobreviveram foram Maria, que sucedeu o pai como rainha depois dos eventos da Revolução Gloriosa de 1688, e Ana, que sucedeu seu cunhado e se tornou a primeira monarca do Reino da Grã-Bretanha.
Filha do comum Eduardo Hyde, o casamento de Ana com Jaime é mais conhecido por ter gerado muitas fofocas. Ela deu à luz o seu primeiro filho dois meses após o matrimônio, que obviamente fora concebido antes da união. Muitos desaprovavam a decisão do duque de se casar com Ana, porém não seu irmão o rei Carlos II. Outra causa de desaprovação era o nível de afeição pública que Jaime demonstrava pela esposa, como beijá-la e abraçá-la, ações consideradas como comportamentos inapropriados em público para os padrões do século XVII.
Entretanto, Jaime mantinha muitas amantes, sendo repreendido várias vezes por Ana, que certa vez foi reclamar com o rei, que acabou por enviar uma das amantes do irmão para o interior do país. Isso não impediu que Jaime tivesse vários filhos ilegítimos. Ana também foi o principal motivo dele ter se convertido ao catolicismo, tendo ambos sido expostos a essa fé durante seus períodos nos Países Baixos e na França. Ana ficou tão atraída pela religião que se converteu logo depois do casamento. Jaime fez o mesmo anos depois, sendo um dos fatores que contribuíram para a Revolução Gloriosa. Ana sofria de câncer de mama e morreu em 1671 pouco depois de dar à luz seu último filho.

## Primeiros anos
Eduardo Hyde se casou em 1629 com sua primeira esposa Ana Ayliffe. Seis meses depois ela pegou varíola, teve um aborto e morreu. Três anos depois ele se casou com Francisca Aylesbury. Em 12 de março de 1637 nasceu Ana Hyde, a filha mais velha do casal, no Chalé Cranbourne em Windsor. Não se sabe nada sobre sua vida antes de 1649, exceto o fato dela ter sido nomeada em homenagem à primeira esposa de seu pai. Sua família se mudou em 1649 para os Países Baixos logo depois da execução do rei Carlos I. Eles se estabeleceram na cidade de Breda, onde Maria, Princesa Real e Princesa de Orange, acolheu vários refugiados ingleses e nomeou Ana como sua dama de companhia, aparentemente apesar das objeções de sua mãe Henriqueta Maria de França.
Ana se tornou a favorita das pessoas que conheceu em Haia ou na casa de verão de Maria em Teylingen. Era muito atraente e estilosa, chamando a atenção de muitos homens. Um dos primeiros a se apaixonar por ela foi Spencer Compton, filho de Spencer Compton, 2.º Conde de Northampton. Porém Ana logo se apaixonou por Henrique Jermyn, que retornou seu sentimentos. Ela dispensou Jermyn logo quando conheceu e se apaixonou por Jaime, Duque de Iorque e o segundo filho de Carlos I. Dois ou três anos depois de se conhecerem, Jaime prometeu em 24 de novembro de 1659 se casar com ela. Carlos II, irmão mais velho do duque, forçou o relutante Jaime a se casar com Ana dizendo que ela tinha uma personalidade forte e seria uma influência positiva em seu irmão passivo.

## Duquesa de Iorque e Albany

### Casamento

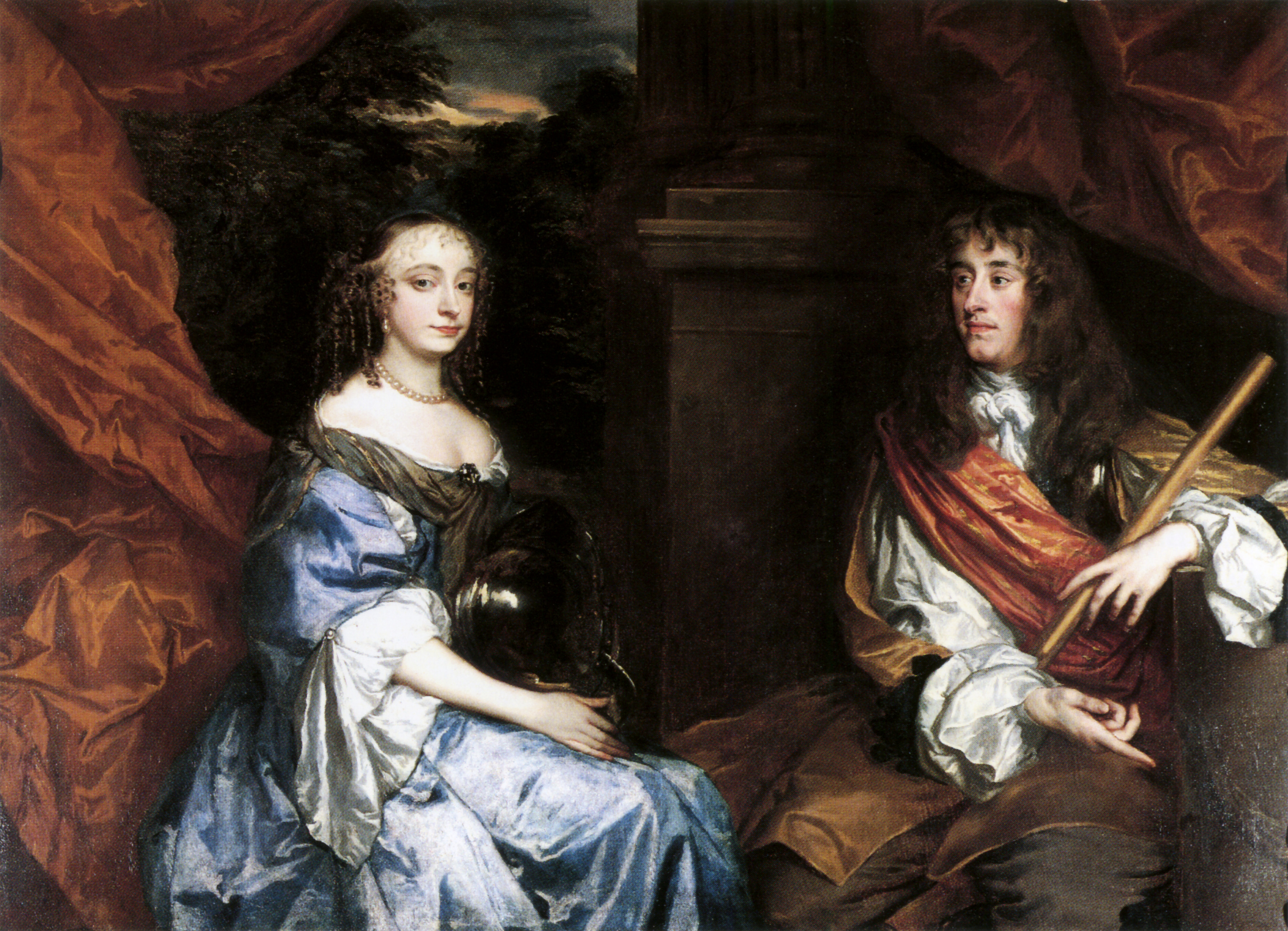
Ana e Jaime c. 1660 por Peter Lely.

Ana estava visivelmente grávida e os dois foram obrigados a se casar. Eles realizaram uma cerimônia particular mas oficial em Londres no dia 3 de setembro de 1660, logo depois da restauração da monarquia. O casamento ocorreu entre às 23h e às 2h na Casa Worcester e foi solenizado pelo dr. José Crowther, o capelão de Jaime. O embaixador francês descreveu Ana como tendo "coragem, esperteza e energia quase dignas do sangue de um rei". O primeiro filho do casal, Carlos, nasceu em outubro do mesmo ano, porém morreu sete meses depois. Sete crianças se seguiram: Maria em 1662, Jaime em 1663, Ana em 1665, Carlos em 1666, Edgar em 1667, Henriqueta em 1669 e Catarina em 1771. Apenas Maria e Ana chegaram na idade adulta.
Mesmo bem após o casamento, alguns observadores desaprovaram a decisão do príncipe, independentemente do que ele havia prometido anteriormente. Samuel Pepys comentou sobre o casamento: "... que o casamento do Duque de Iorque com ela porventura desfez o reino, ao fazer o Chanceler tão grande acima do alcance, que caso contrário teria sido apenas um homem ordinário, para ser tratado por outras pessoas ..." A corte tentou encontrar uma nova esposa para Jaime depois da morte de Ana, porém essa nova esposa não poderia ser sob nenhuma circunstâncias de nascimento humilde. Mesmo tendo sido o bom pai que Pepys o representou, afirma-se que estranhamente Jaime e Ana não foram afetados pela morte de seu primeiro filho. Pepys também descreveu Ana como "a mulher mais orgulhosa do mundo". O estigma do baixo nascimento dos Hyde continuou até nas mentes de Guilherme III, Príncipe de Orange e futuro genro de Ana, e sua prima por casamento Sofia de Hanôver.

### Vida doméstica

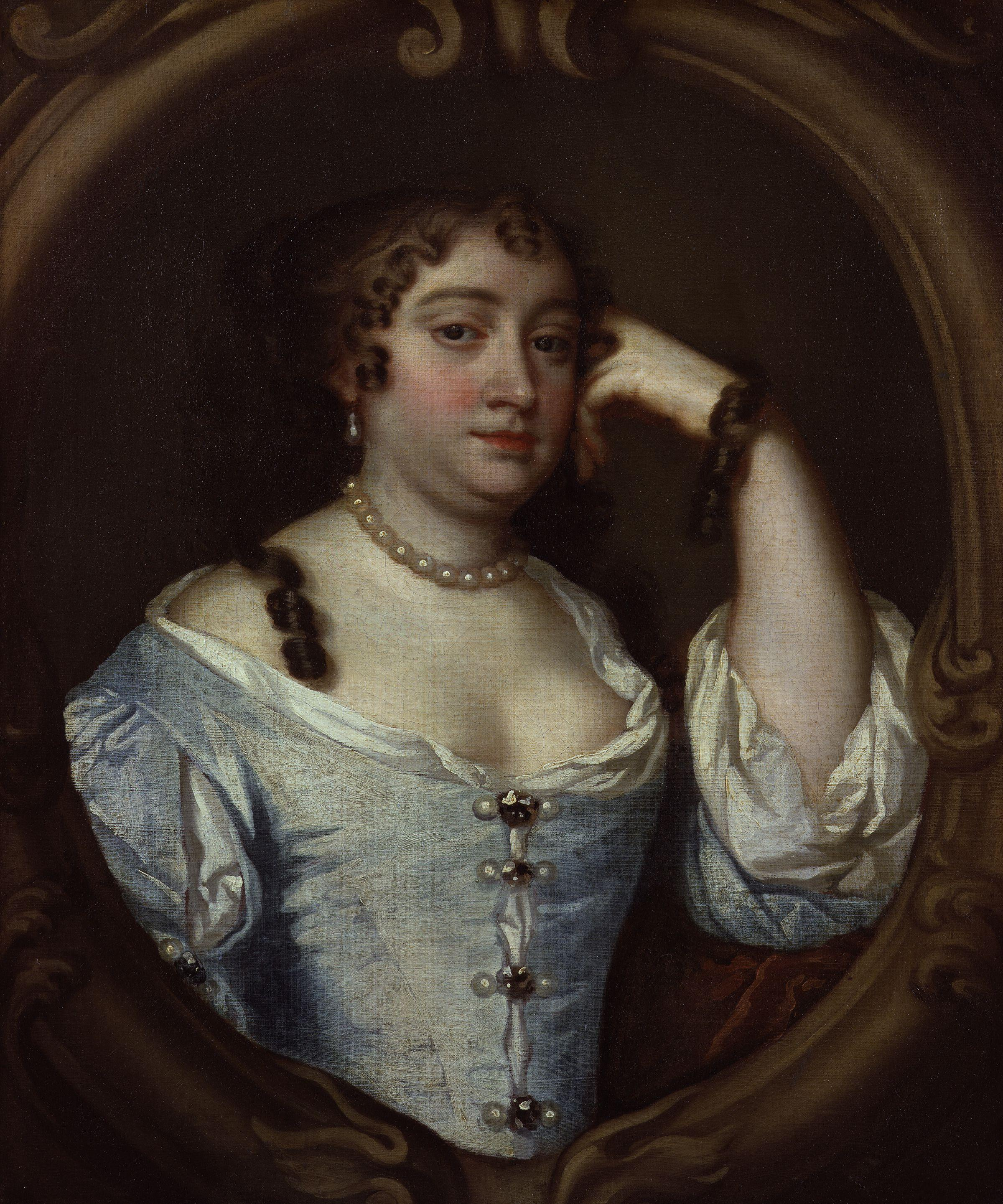
Ana por Peter Lely c. 1670

Ana tinha problemas com sua vida de casada. Ela não era muito querida na corte e Jaime tinha várias amantes mais jovens como Arabella Churchill, com quem ele teve vários filhos ilegítimos, incluindo dois que nasceram durante a vida de Ana. Ela sabia dos casos: Pepys escreveu que Ana tinha ciúmes e repreendia o marido, porém também disse que o casal era notório por demonstrar suas afeições em público, como se beijarem e se abraçarem. Pepys também escreveu que quando Jaime se apaixonou por Isabel Stanhope, Ana reclamou tanto com o rei Carlos que Stanhope teve de ser levada para o interior, onde passou o resto da sua vida até morrer.
Ana ficou atraída pelo catolicismo, a qual tanto ela quanto Jaime haviam sido expostos durante seu período no exterior, convertendo-se quase imediatamente depois da restauração. O historiador John Callow afirma que Ana "fez o maior impacto individual sobre o pensamento [de Jaime]". O duque também se converteu oito ou nove anos depois que a esposa, porém continuou a comparecer a serviços anglicanos até 1676. Jaime preferia se associar com pessoas anglicanas, como João Churchill, cuja esposa mais tarde se tornaria uma grande amiga de sua filha Ana. Carlos na época se opunha ao catolicismo e insistiu para que os filhos do irmão fossem criados como protestantes. Assim, as únicas filhas sobreviventes de Jaime e Ana cresceram na fé anglicana.

### Morte
Ana ficou doente durante quinze meses depois do nascimento de seu filho Edgar. Ela teve Henriqueta em 1669 e Catarina em 1671. Ela nunca se recuperou do nascimento de Catarina. Ana morreu no dia 31 de março de 1671 de câncer de mama. Em seu leito de morte seus irmãos Henrique e Lourenço tentaram trazer um padre anglicano para lhe dar a comunhão, porém ela recusou e recebeu o viático da Igreja Católica. Dois dias depois seu corpo embalsamado foi enterrado na cripta de Maria da Escócia na Abadia de Westminster. Em junho do mesmo ano seu filho Edgar morreu também, seguido por Catarina em dezembro, deixando Maria e Ana como as únicas herdeiras de Jaime.
Após a morte de Ana Hyde, um retrato dela pintado por Willem Wissing foi encomendado pela futura Maria II, estando o quadro pendurado acima da porta da sala de visitas da rainha na casa do jardim no Castelo de Windsor. Dois anos após a morte de sua primeira esposa, Jaime se casou com uma princesa católica, Maria de Módena, que deu à luz Jaime Francisco Eduardo, o único de seus filhos que sobreviveu até a idade adulta. Jaime tornou-se Rei da Inglaterra, Escócia e Irlanda em 1685, mas foi deposto durante a Revolução Gloriosa de 1688. O trono foi então oferecido pelo Parlamento à filha mais velha de Ana, Maria, e seu marido, Guilherme III, de Orange. Depois que Maria morreu em 1694 e Guilherme em 1702, a única filha sobrevivente de Ana Hyde se tornou rainha dos três reinos e, em 1707, a primeira soberana do Reino da Grã-Bretanha.

## Descendência

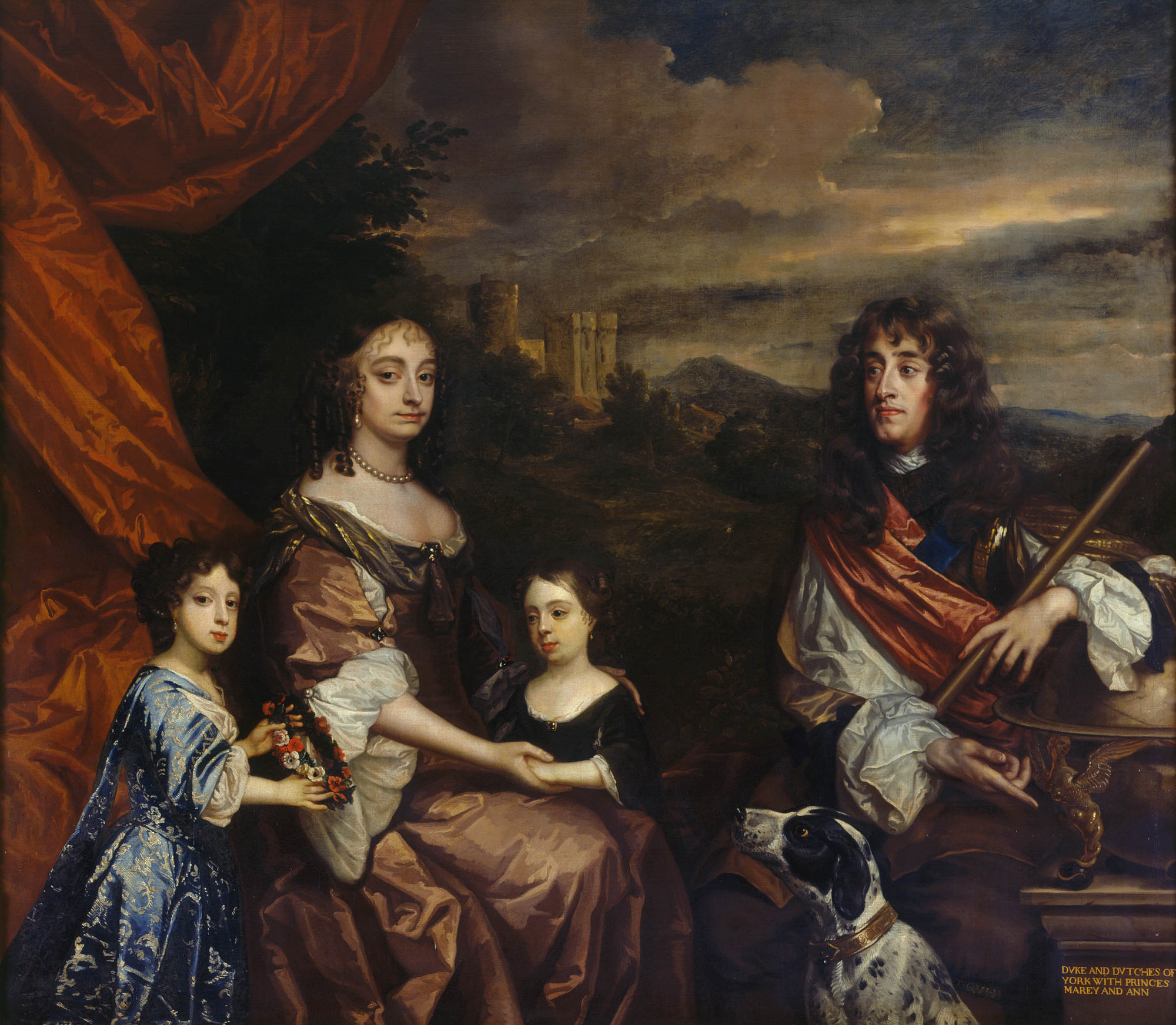
A família do Duque de Iorque (c. 1668), círculo de Sir Peter Lely, na Royal Collection. Da esquerda para a direita: Maria, a Duquesa de Iorque com a filha Ana e o Duque de Iorque.

| Nome                       | Nascimento             | Morte                  | Notas |
| -------------------------- | ---------------------- | ---------------------- | --- |
| Carlos, Duque de Cambridge | 22 de outubro de 1660  | 5 de maio de 1661      | Nascido dois meses após o casamento dos pais. Morreu de varíola aos sete meses.                                                                              |
| Maria II de Inglaterra     | 30 de abril de 1662    | 28 de dezembro de 1694 | Casou-se com Guilherme III & II, sem descendência. Ela e o marido ascenderam ao trono em 1689 depois da deposição de Jaime.                                  |
| Jaime, Duque de Cambridge  | 12 de julho de 1663    | 20 de junho de 1667    | Morreu de peste bubônica. |
| Ana da Grã-Bretanha        | 6 de fevereiro de 1665 | 1 de agosto de 1714    | Casou-se com Jorge da Dinamarca, com descendência. Sucessora de seu cunhado e primo em 1702. Primeira rainha da Grã-Bretanha com o Tratado de União de 1707. |
| Carlos, Duque de Kendal    | 4 de julho de 1666     | 22 de maio de 1667     | Morreu de convulsões. |
| Edgar, Duque de Cambridge  | 14 de setembro de 1667 | 8 de junho de 1671     | Morreu na infância. |
| Henriqueta                 | 13 de janeiro de 1669  | 15 de novembro de 1669 | Morreu na infância. |
| Catarina                   | 9 de fevereiro de 1671 | 5 de dezembro de 1671  | Morreu na infância. |